# Calciumchlorit
Calciumchlorit ist eine anorganische chemische Verbindung des Calciums aus der Gruppe der Chlorite.

## Gewinnung und Darstellung
Calciumchlorit kann durch Reaktion von Chloriger Säure mit Calciumcarbonat hergestellt werden, wobei aus der Lösung das Hexahydrat entsteht.
{\displaystyle \mathrm {CaCO_{3}+2\ HClO_{2}\longrightarrow Ca(ClO_{2})_{2}\cdot 6H_{2}O} }

## Eigenschaften
Calciumchlorit ist ein oxidierender weißer Feststoff, der sich bei Kontakt mit Wasser zersetzt, wobei sich Calciumhydroxid und Chlordioxid bilden.
{\displaystyle \mathrm {Ca(ClO_{2})_{2}+H_{2}O\longrightarrow Ca(OH)_{2}+2\ ClO_{2}} }
Die Verbindung besitzt eine orthorhombische Kristallstruktur mit der Raumgruppe Ccce (Raumgruppen-Nr. 68) und ist isotyp mit Strontiumchlorit und Bleichlorit.

## Sicherheitshinweise
Calciumchlorit selbst brennt nicht, erhöht jedoch die Feuergefahr bei Berührung mit brennbaren Stoffen und kann einen bestehenden Brand erheblich fördern.